# Servicios Logísticos Ferroviarios
Die Servicios Logísticos Ferroviarios A.S. (SeLF) ist ein Eisenbahnverkehrsunternehmen aus Uruguay, das Schienengüterverkehr betreibt. Das 2013 gegründete und seit 2015 aktive Unternehmen mit Sitz in Montevideo gehört zu 51 % der Administración de Ferrocarriles del Estado (AFE) und zu 49 % der Entwicklungsgesellschaft Corporación Nacional para el Desarrollo (CND).
Durch die Baumaßnahmen auf der zentralen Bahnstrecke Montevideo–Paso de los Toros beschränkten sich die Transporte im Wesentlichen auf Zementtransporte auf der Bahnstrecke Sayago–Minas und Holztransporte im nördlichen Landesteil zu einem Logistikzentrum in Chamberlain (Uruguay). 2021 wurden insgesamt 12,7 Millionen Tonnenkilometer erbracht. Ende 2021 beschäftigte SeLF 60 Arbeiter. Ab Anfang 2022 stellt SeLF Bauzüge für genannte Bauleistungen.

## Flotte
Zur Flotte gehören unter anderem folgende Fahrzeuge:
- 10 Diesellokomotiven General Electric „2000“ (C18-7i)
- 12 Diesellokomotiven Alsthom „800“
- 4 Diesellokomotiven General Electric „1500“
- ungefähr 600 Güterwagen[2]

Mindestens vier Lokomotiven werden für den zukünftigen Einsatz auf der Bahnstrecke Montevideo–Paso de los Toros mit ERTMS ausgerüstet.